# Stanley Livingston
Pour les articles homonymes, voir Livingston.
Stanley Livingston est un acteur et réalisateur américain né le 24 novembre 1950 à Los Angeles, Californie (États-Unis).

## Filmographie

### comme acteur
- 1958 : The Bonnie Parker Story : Little Boy
- 1958 : La Brune brûlante (Rally 'Round the Flag, Boys!) : Peter Bannerman
- 1952 : The Adventures of Ozzie & Harriet (série TV) : (1958-1959)
- 1960 : Ne mangez pas les marguerites (Please Don't Eat the Daisies) : Gabriel MacKay
- 1961 : X-15 : Mike Brandon
- 1962 : La Conquête de l'Ouest (How the West Was Won) : Prescott Rawlings
- 1971 : Sarge (TV) : Charlie
- 1972 : Private Parts : Jeff
- 1974 : Devlin (série TV) : Additional Voices (voix)
- 1979 : Smokey and the Hotwire Gang : Russ
- 1995 : Attack of the 60 Foot Centerfolds : Glenn Manning
- 1995 : Stripteaser : Sneezer
- 1995 : Bikini Drive-In : Chip

### comme réalisateur
- 2000 : Cory the Clown (série TV)